# Pattijoki (vattendrag)
Pattijoki är ett vattendrag i Finland.   Det ligger i landskapet Norra Österbotten, i närheten av Brahestad.